# 香港青年旅舍協會
香港青年旅舍協會（英語：Hong Kong Youth Hostels Association，縮寫：HKYHA）在1973年9月11日成立，為香港註冊非牟利機構，並無任何政府資助，營運經費全賴會員及社會各界支持。本會為國際青年旅舍聯會（Hostelling International）成員，與全球約90個國家及地區會員結盟。本會致力以大眾化價錢，為旅客提供經濟實惠住宿服務，鼓勵各界人士於本港及海外旅遊時，認識及愛護大自然之餘，同時深入了解當地文化。
為使世界各地的青年認識不同文化，協會透過旅舍營造交流平台，為旅客締造互相認識及學習的機會，體驗獨特的旅遊文化。此外，香港青年旅舍主張自助旅遊，鼓勵旅客獨立自律，旅舍只提供基本設施，旅客須自行照顧起居飲食，培養良好公民責任。

## 歷任主席
- 1973-1978年：施德論先生（Gerald L. STRICKLAND）
- 1978-1987年：麥連先生（John L.G. MCLEAN）
- 1987-1988年：李察信先生（Graham D. RICHARDSON）
- 1988-1993年：勞德思先生（Douglas A. ROOTS）
- 1993-1995年：紀嘉碧女士（Gabrielle C. KEEP）
- 1995-2005年：陳志新先生
- 2005-2014年：黃奕鑑先生
- 2014-現在  ：廖仲賢先生

## 服務
香港青年旅舍協會有個人和團體兩大類的會席，個人會籍分為「國際少年會籍」（5-17歲的香港居民）、「國際成年會籍」（18歲或以上的香港居民）、「YHA之友」和「國際成年會籍」（非本港居民）；凡香港註冊之機構或學校均可申請團體會籍，非牟利/慈善團體或學校可獲減免會費。
青年旅舍協會簽發的國際認可會員證，讓會員在90多個國家享用逾4,000所青年旅舍的設施，另外可獲全球超過2千項交通、觀光、膳食及購物優惠。

## 設施
香港青年旅舍協會在香港城市及郊外多個風景區提供廉租旅舍，共設有7間青年旅舍：
1. 九龍深水埗的YHA美荷樓青年旅舍（YHA Mei Ho House Youth Hostel）
2. 香港島摩星嶺的賽馬會摩星嶺青年旅舍，馬會資助重建獲得香港建築師學會會長獎狀[1]
3. 新界東北大尾篤的白普理賽馬會青年旅舍（Bradbury Jockey Club Youth Hostel）
4. 西貢郊野公園赤徑的白普理堂（Bradbury Hall）
5. 西貢白沙澳的白沙澳青年旅舍（Pak Sha O Hostel）
6. 大帽山的施樂園（Sze Lok Yuen）
7. 大嶼山昂坪的YHA昂坪戴維斯青年旅舍（YHA Ngong Ping SG Davis Youth Hostel）

香港青年旅舍協會於2009年2月獲選為發展局第一期「活化歷史建築伙伴計劃」的伙伴機構，負責將近半世紀歷史的美荷樓活化而成首間座落於市區的「YHA美荷樓青年旅舍」。

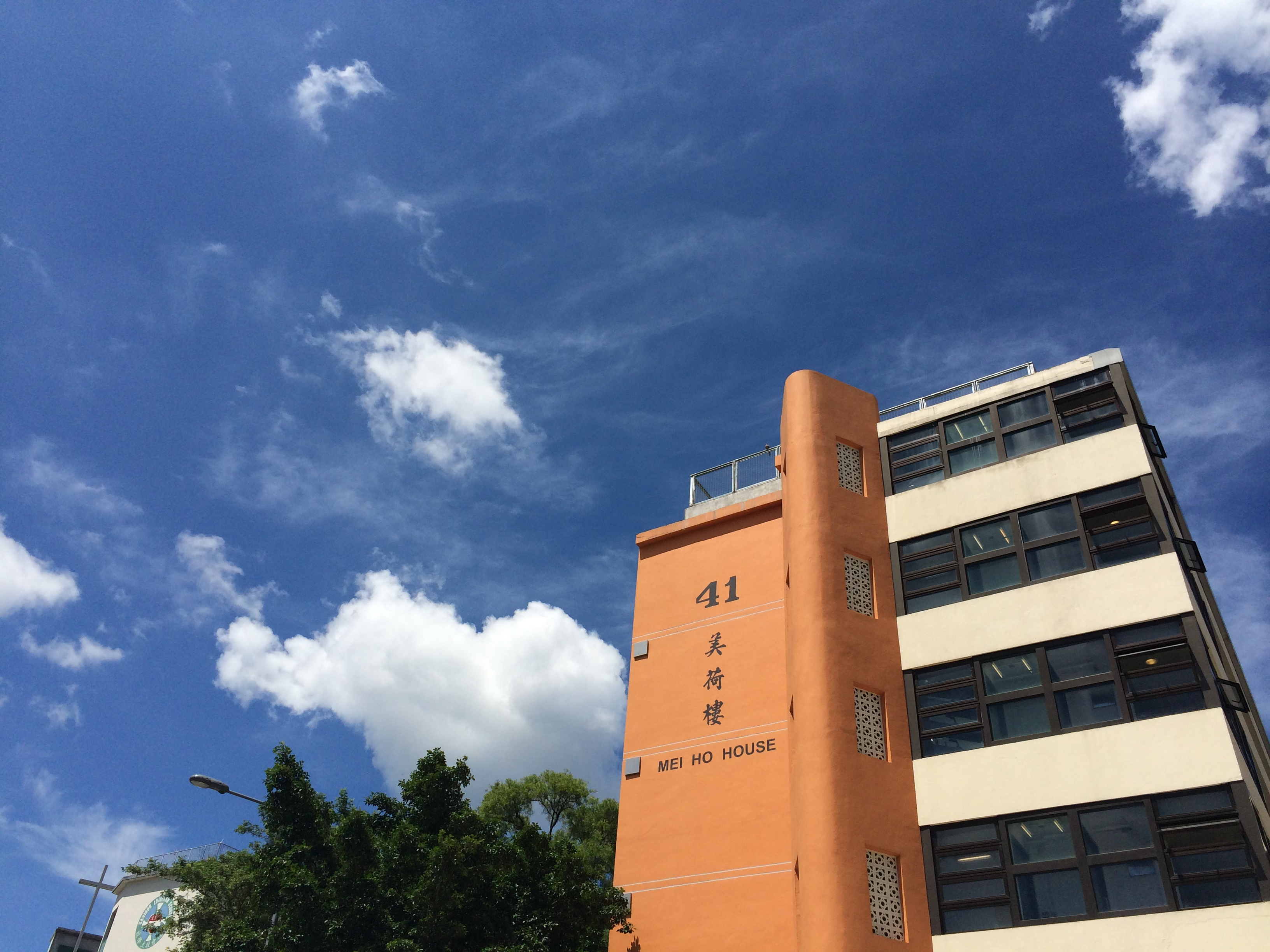
YHA美荷樓青年旅舍
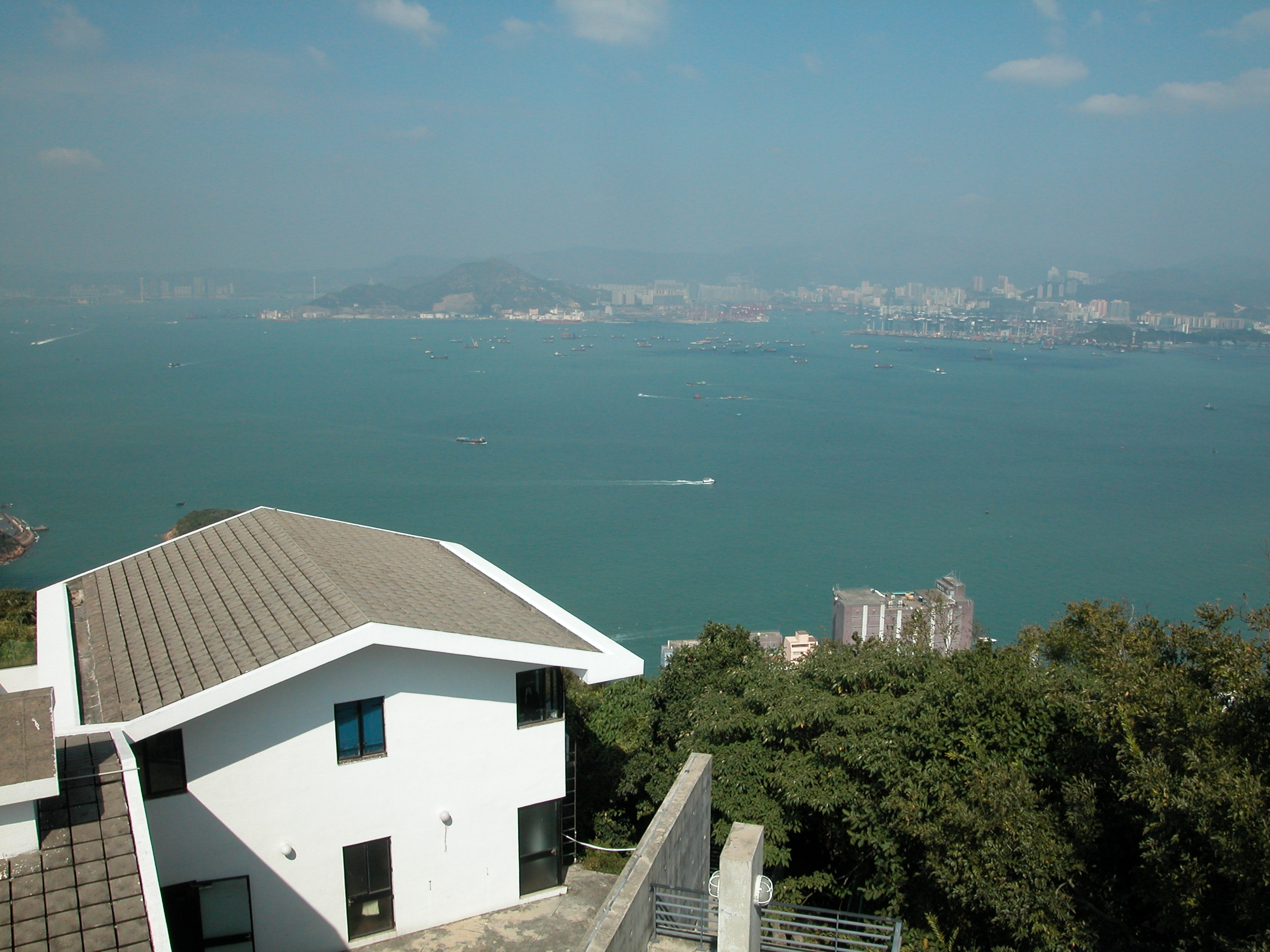
賽馬會摩星嶺青年旅舍
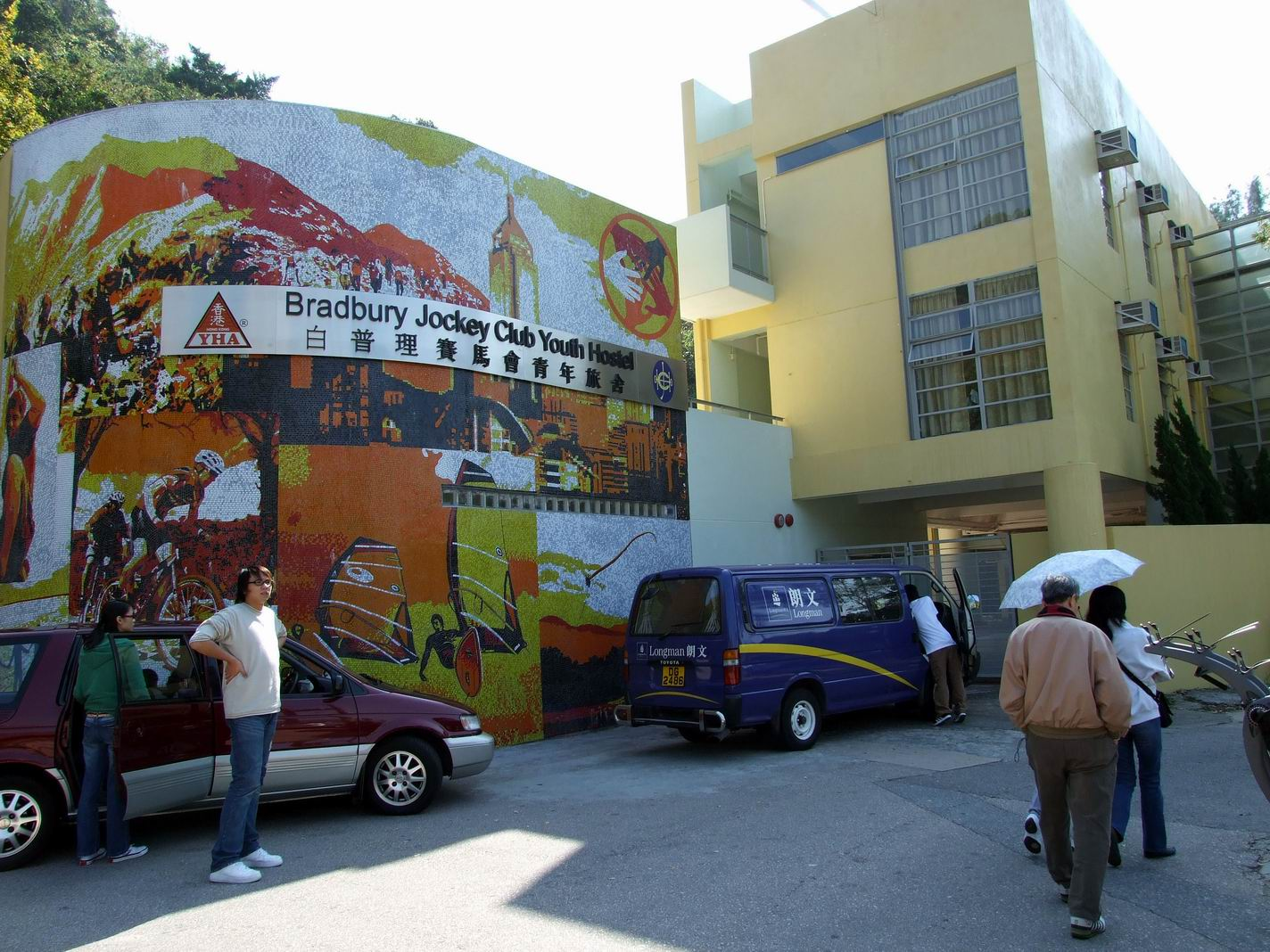
白普理賽馬會青年旅舍
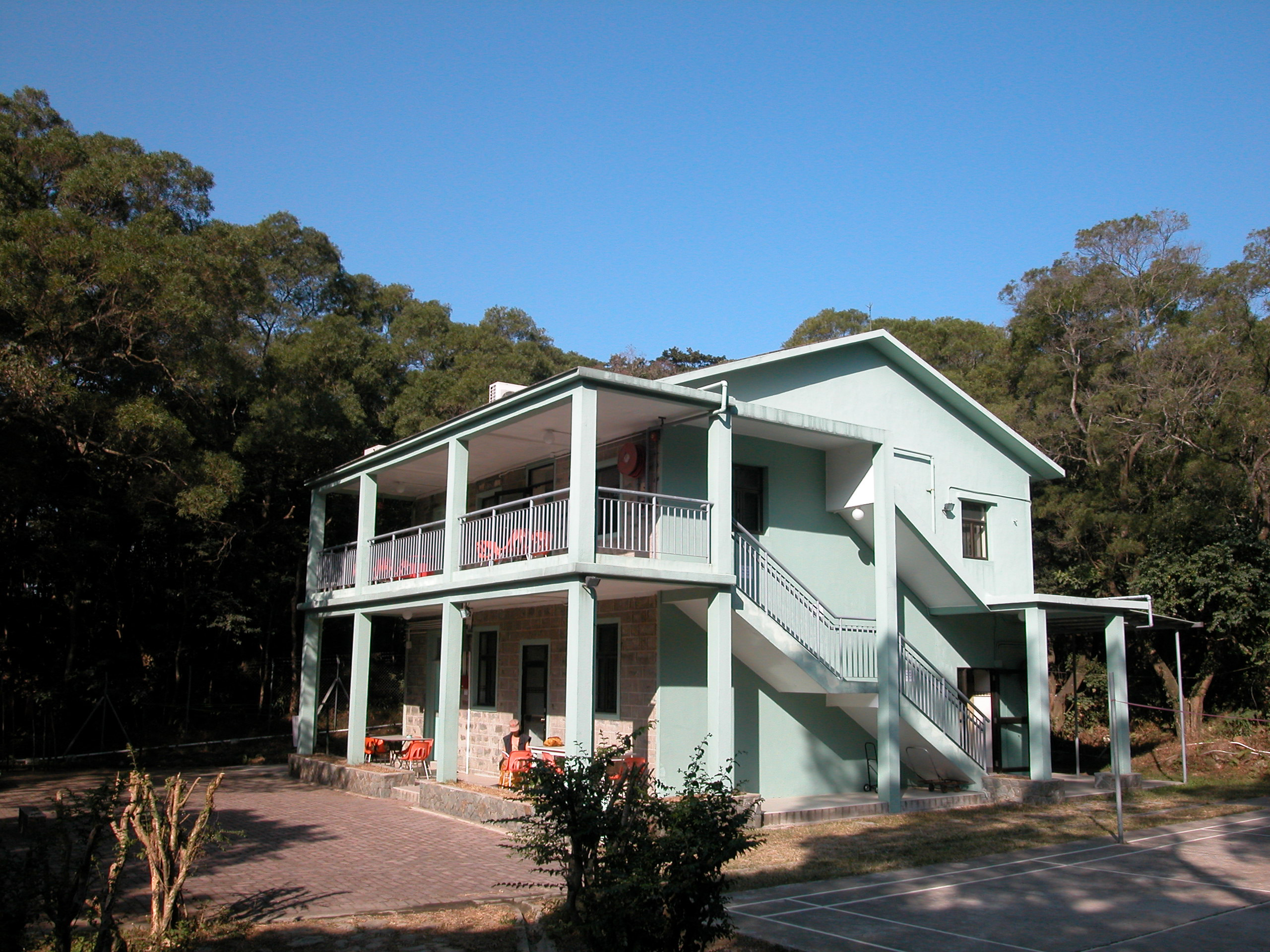
YHA昂坪戴維斯青年旅舍
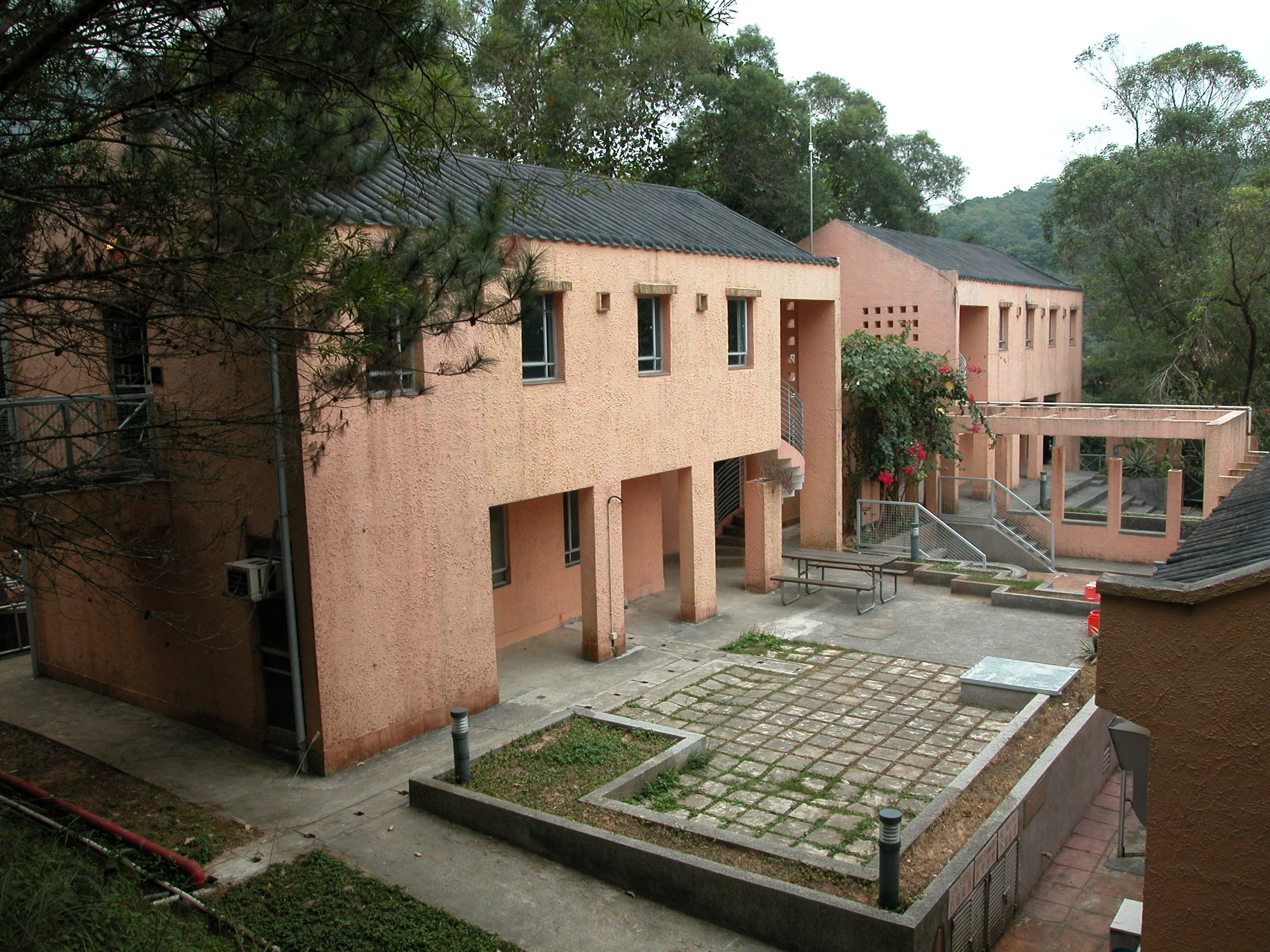
白沙澳青年旅舍
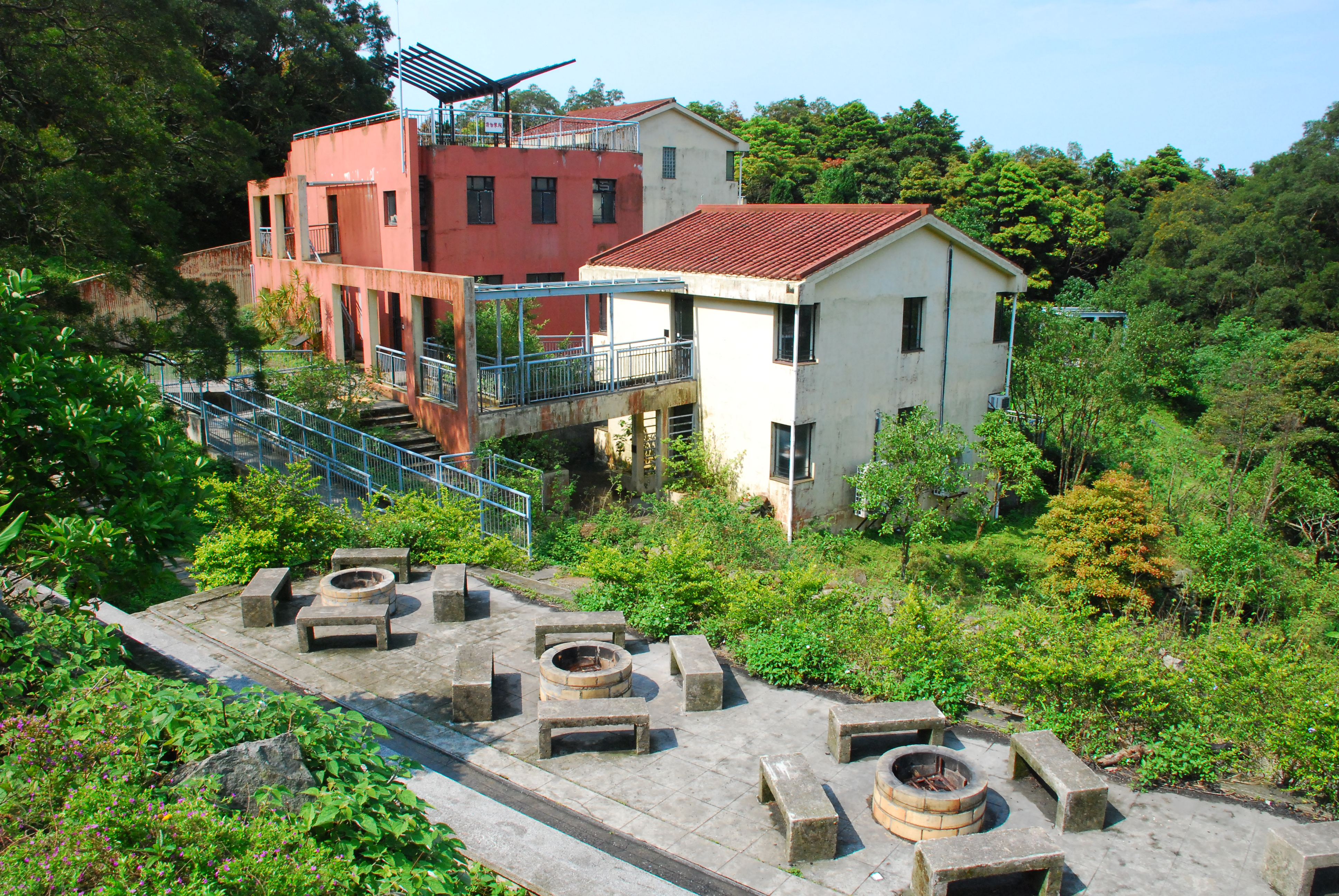
大帽山施樂園
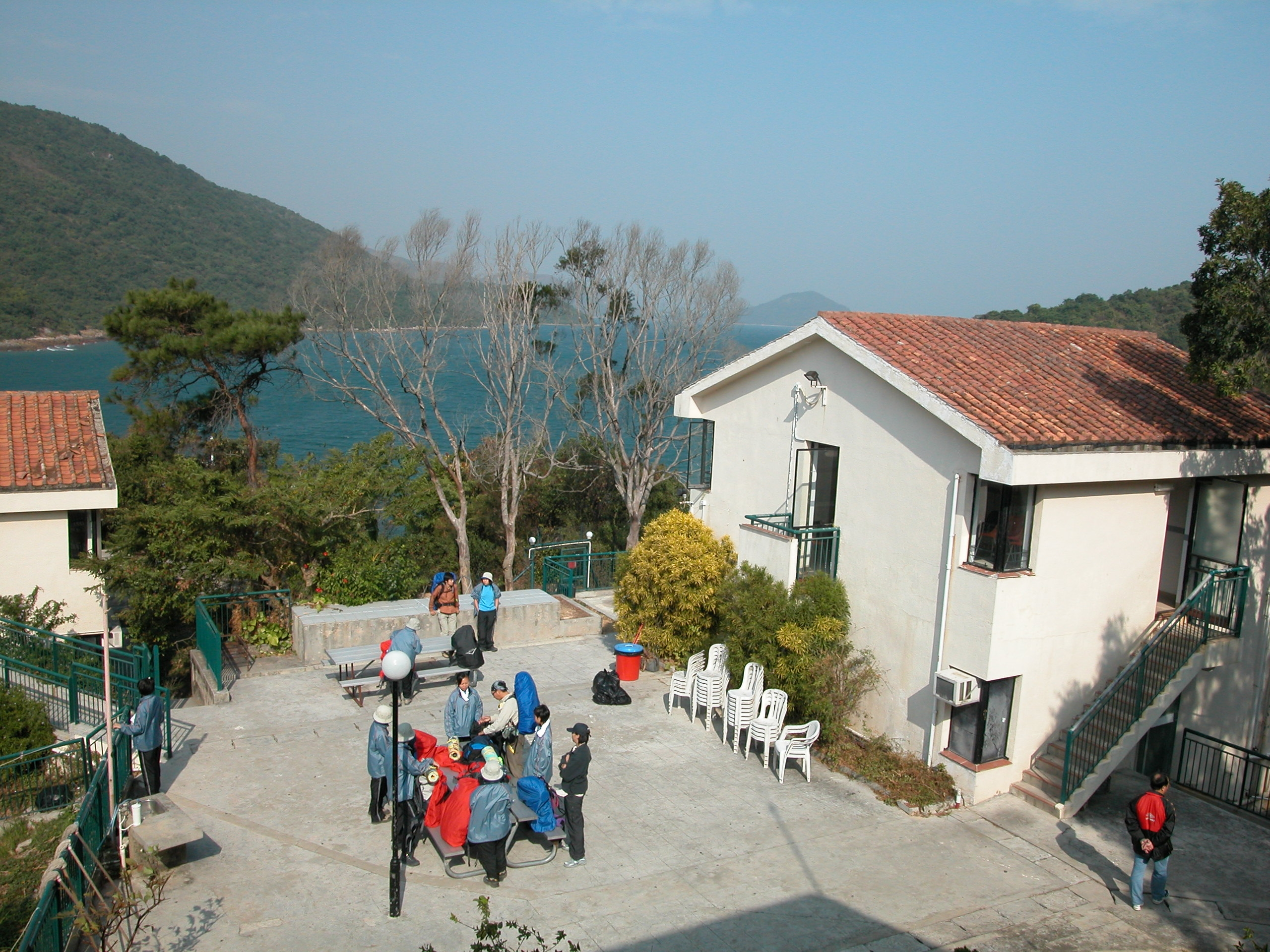
白普理堂(赤徑)

## 已廢除設施
1. 大嶼山望東灣的賽馬會望東灣旅舍（Jockey Club Mong Tung Wan Hostel），曾獲「1984年香港建築師學會會長獎」

## 批評
2011年6月，明報揭露香港青年旅舍協會因最低工資及成本上漲夾擊，上月起把入住率較低的4間旅舍包括大帽山施樂園、西貢赤徑青年旅舍、西貢白沙澳青年旅舍和大嶼山昂坪匯豐銀行慈善基金戴維斯旅舍縮短開放時間。民主黨李華明認為，旅舍暫停營業令旅客白走一趟，造成不便，亦會影響香港形象。
2013年6月3日，香港東方日報報導，除了有旅舍因空置多年被收回地皮外，部分旅舍亦因位處偏僻，長期空置。由於地點偏遠和人蹟稀少，2004年便曾有兩名英籍女遊客，在前往荃灣大帽山的施樂園旅舍的小徑途中，不幸遭到強姦，她們正是當晚旅舍的住客。 2014年6月9日，蘋果日報報導香港青年旅舍協會有前職員在網上發表文章，批評該會只以美荷樓及摩星嶺兩間較簇新的旅舍作掩飾，其他旅舍至今仍殘破如「鬼屋」，多年來無改善。
就上述事件，香港青年旅舍協會於2014年6月5日對網上發表文章作出聲明，強調網上文章內容失實及未能反映協會最新情況。協會亦不斷積極為旅舍作出不同程度的改善工程，繼協會首間城市旅舍「YHA美荷樓青年旅舍」於去年正式開幕後，協會將展開新一輪針對轄下郊區旅舍的改善工程。